# Giv'ot Telimon
Giv'ot Telimon (hebrejsky גבעות טלימון‎) je vrch o nadmořské výšce 106 m v severním Izraeli.
Leží na jihozápadním okraji pohoří Karmel, přibližně 23 km jižně od centra Haify, 2 km severovýchodně od města Furejdis a 2 km severozápadně od vesnice Bat Šlomo. Má podobu nevýrazného návrší s částečně zalesněnými svahy. Na východní straně se jeho svahy sklánějí do údolí vádí Nachal Telimon. Na západě se terén zvolna snižuje směrem do pobřežní planiny. Vrcholovou partii zaujímá jeskyně me'arat Telimon (מערת טלימון‎), která je turisticky využívána. Okolí vrcholu je ovšem rozrušeno povrchovou těžbou kamene.